# Chilodes bipunctata
Chilodes bipunctata là một loài bướm đêm trong họ Noctuidae.